# Cedar Rock
Cedar Rock es una villa ubicada en el condado de Caldwell en el estado estadounidense de Carolina del Norte. La localidad en el año 2000, tenía una población de 315 habitantes en una superficie de 2,9 km², con una densidad poblacional de 109,3 personas por km².

## Geografía
Cedar Rock se encuentra ubicada en las coordenadas 35°56′41″N 81°27′51″O / 35.944685, -81.464142. Según la Oficina del Censo, la localidad tiene un área total de 2,9 km² (1,1 mi²), de la cual 2,9 km² (1,1 mi²) es tierra y 0 km² (0 mi²) (0.0%) es agua.

### Localidades adyacentes
El siguiente diagrama muestra a las localidades en un radio de 16 kilómetros (9,9 mi) de Cedar Rock.

## Demografía
En el 2000 la renta per cápita promedia del hogar era de $116.686, y el ingreso promedio para una familia era de $128.975. El ingreso per cápita para la localidad era de $66.022. En 2000 los hombres tenían un ingreso per cápita de $90.950 contra $40.625 para las mujeres. Alrededor del 0.70% de la población estaba bajo el umbral de pobreza nacional.